# Nienhagen (Moringen)
Nienhagen ist ein Dorf in der Stadt Moringen im Landkreis Northeim in Südniedersachsen.

## Geschichte
Der Ortsname („neuer Hag“) deutet auf eine im Vergleich zu den Nachbardörfern junge Ansiedlung hin. Die erste schriftliche Erwähnung wird erst für das Jahr 1410 angeführt (von dem Nygenhagen), in anderer Literatur sogar erst für 1448 als Nigehage. Ende des 18. Jahrhunderts werden für Nienhagen 34 Feuerstellen aufgeführt. Die Straßenführung und Anordnung der Höfe wurde seit dem Anfang des 19. Jahrhunderts nur unwesentlich geändert, hinzugekommen sind im 20. Jahrhundert unmittelbar östlich des Ortes ein baulich fast getrenntes Neubaugebiet und ein Kilometer westlich des Dorfes der getrennte Ortsteil Weper.
Am 1. März 1974 wurde Nienhagen in die Stadt Moringen eingegliedert.

## Politik
Nienhagen hat einen fünfköpfigen Ortsrat, der seit der Kommunalwahl 2021 ausschließlich von Mitgliedern der "Freien Wählergemeinschaft Nienhagen" besetzt ist. Die Wahlbeteiligung lag bei 57,47 Prozent.

## Kultur
Im Ort gibt es derzeit mehrere aktive Vereine, unter anderem der Verein der Heimat- und Wanderfreunde, den Männergesangsverein, den Mehrgenerationen Verein (MeGeNi) und den Schützenclub Nienhagen.

## Sehenswürdigkeiten

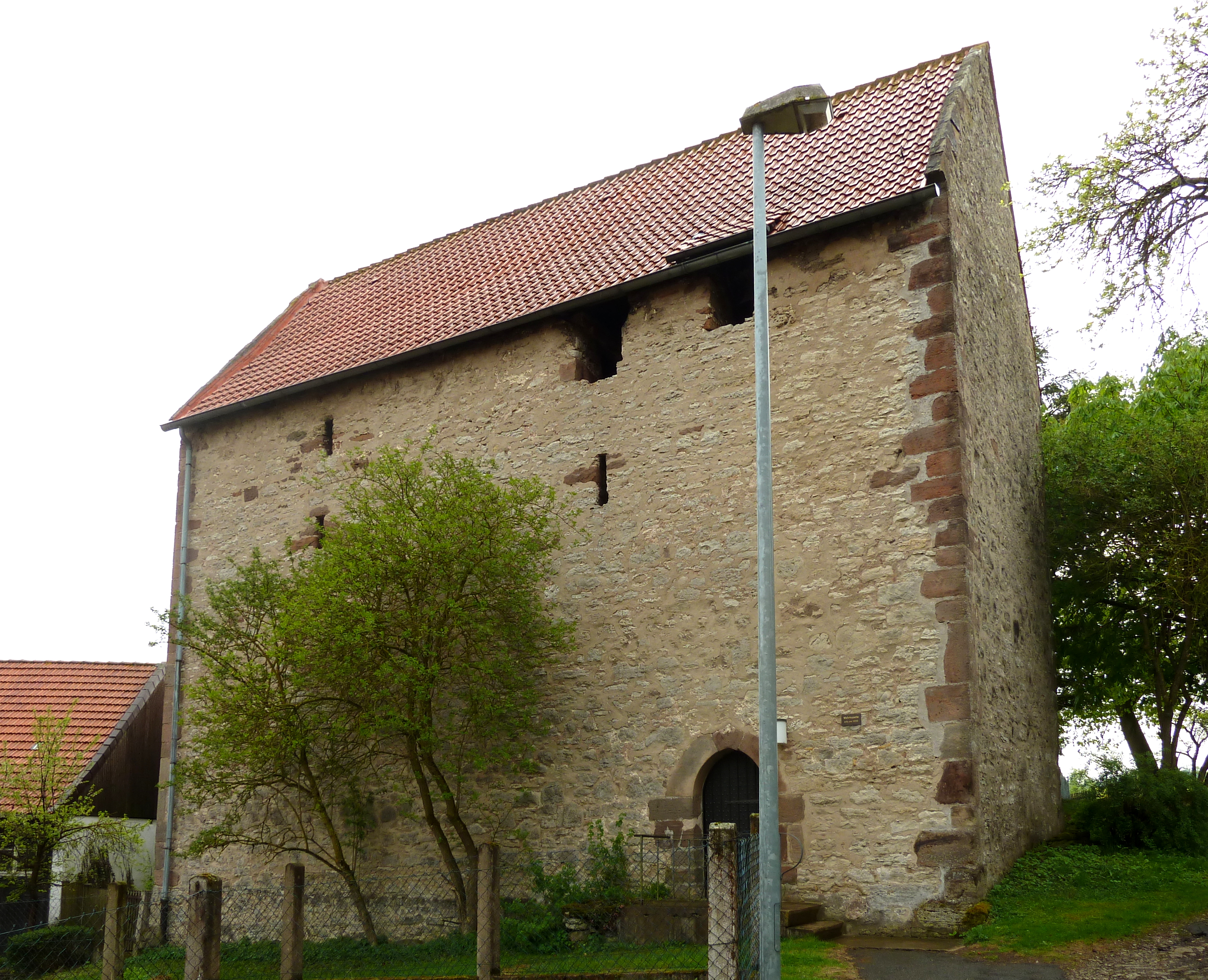
Wehrkapelle St. Johannis von Norden

Die Kapelle St. Johannis ist ein seltenes Beispiel einer im Mittelalter entstandenen noch erhaltenen Turmkirche. Sie liegt am südlichen Rand an der höchsten Stelle des Dorfes und wurde baulich nur geringfügig geändert, so dass ihre Bauart als Wehrkirche noch sehr gut erkennbar ist. Der Grundriss ist rechteckig, die Länge beträgt 15 Meter, die Breite 6,40 Meter. Das etwa um das Jahr 1300 aus Kalkbruchsteinen errichtete Bauwerk mit Eckquadern und Türeinfassung aus behauenen Sandsteinen war ursprünglich dreistöckig, durch die Entfernung einer Holzbalkendecke zwischen den oberen Stockwerken ist sie heute zweistöckig. Es vereinte die Sakralfunktion einer Kapelle im unteren Raum mit der Schutzfunktion eines Zufluchtsraumes und der Lagerfunktion einer Vorratskammer in den oberen Räumen. Der Kapellenraum ist durch ein spitzbogiges Kreuzgewölbe nach oben abgeschlossen, dessen drei Joche ursprünglich durch Gurtbögen getrennt waren. Der Zugang zur Kapelle durch eine Spitzbogentür liegt auf der Nordseite. Heute hat der Kapellenraum auf der Südseite drei größere neugotische Spitzbogenfenster, die 1872 eingebaut wurden; ein schmales Fenster auf der Chorseite ist dagegen noch original erhalten. Der Zugang zum Obergeschoss war an der Ostseite über dem Chor gelegen. Zusammen mit der ähnlichen Kapelle St. Nikolai im benachbarten Oldenrode wird die Kapelle aufgrund ihrer besonderen Bauart und ihres Erhaltungszustandes als Beispiel für das mögliche ehemalige Erscheinungsbild nicht mehr erhaltener Kirchen von Wüstungen der Region wie beispielsweise der Wüstung Schmeessen angeführt.

## Persönlichkeiten
- Heinrich Sohnrey, Lehrer in Nienhagen